# Runar Berg
Runar Berg (L'Aia, 7 ottobre 1970) è un ex calciatore norvegese.

## Biografia
È il figlio del giocatore del Bodø/Glimt, Harald Berg. Anche lui, come i fratelli Ørjan e Arild, giocò a calcio a livello professionistico.

## Carriera

### Club

#### Gli inizi
Berg cominciò la carriera con la maglia del Bodø/Glimt, militandovi per due stagioni nella 2. divisjon, tra il 1988 e il 1989. Fu poi acquistato dal Rosenborg, per cui poté esordire nella 1. divisjon in data 29 aprile 1990, subentrando a Sverre Brandhaug nel secondo tempo della sfida pareggiata per 0-0 contro il Tromsø. Dopo 10 presenze in campionato (vinto dalla sua stessa squadra), per la stagione successiva si trasferì proprio al Tromsø.
Il primo incontro in squadra fu datato 28 aprile 1991, quando fu schierato titolare nel pareggio per 1-1 contro la sua ex squadra del Rosenborg. Con questa maglia realizzò anche la prima rete nella massima divisione norvegese, contribuendo al successo della squadra per 0-2 sul campo dello Strømsgodset. A fine stagione, totalizzò 18 presenze e 2 reti.

#### L'affermazione
Nel 1992, fece ritorno al Bodø/Glimt, militante nel gruppo A della 1. divisjon. Collezionò 20 presenze e 6 reti, aiutando la formazione a raggiungere la promozione nell'Eliteserien. Dal 1993 al 1996 giocò allora nella massima divisione con questa maglia, totalizzando 91 presenze e 23 reti. Nel 1997 tornò a giocare nel Rosenborg e vi rimase fino al 1999, giocando anche nella Champions League.
Ad agosto 1999 fu acquistato dal Venezia di Maurizio Zamparini, allenato da Luciano Spalletti. Debuttò in Serie A il 12 settembre, sostituendo Giuseppe Iachini nella sconfitta per 2-1 in casa del Torino. Il 30 gennaio 2000 segnò la prima rete, in una partita che si concluse con il punteggio di 2-2, ancora contro il Torino. La squadra non riuscì a raggiungere la salvezza, retrocedendo in Serie B. Iniziò anche la stagione seguente con i lagunari, per poi essere ceduto a titolo definitivo.

#### Il rientro in patria
Fu allora ingaggiato dal Lyn Oslo, per cui esordì il 16 aprile 2001, quando fu impiegato dall'inizio della sfida contro lo Strømsgodset, conclusasi con un pareggio per 2-2. Il 13 maggio segnò la prima rete, consentendo alla sua squadra di ottenere un pareggio nei minuti finali della sfida contro lo Stabæk, che terminò 1-1. Tra campionato e coppa, disputò 25 incontri e segnò 3 reti, venendo scelto come calciatore dell'anno del Lyn Oslo per le sue prestazioni.
Nel 2002 tornò nuovamente al Bodø/Glimt. Giocò nella massima divisione per le successive quattro stagioni ma, al termine del campionato 2005, il club retrocesse nella 1. divisjon. La formazione riconquistò la promozione nell'Eliteserien soltanto due anni più tardi.

#### Le ultime stagioni e il ritiro
Dunque, nel 2008, il Bodø/Glimt tornò nella massima divisione. A causa delle forti difficoltà finanziarie della società, l'obiettivo della salvezza era visto dai media come molto difficile da raggiungere. La squadra giocò però un calcio semplice, difendendosi e ripartendo in contropiede: Berg fu un calciatore fondamentale per questa tattica, poiché era l'artefice dei lanci per i compagni d'attacco, che potevano così colpire in ripartenza. Il centrocampista, ancora piuttosto agile per la sua età, si liberava spesso anche per un passaggio di ritorno. Il club riuscì così a raggiungere la salvezza. Berg decise poi di giocare per il campionato 2009 a titolo gratuito. Il calciatore motivò questa scelta poiché, come già detto, il Bodø/Glimt si trovava in difficoltà economica e che il club avesse bisogno di soldi più di quanto ne avesse lui. Bjørn Tore Hansen, dirigente della squadra, apprezzò la decisione di quello che sarebbe diventato, secondo il suo pensiero, una leggenda del club. A fine stagione, però, la squadra retrocesse in 1. divisjon.
Il 20 settembre 2010, Berg annunciò la volontà di ritirarsi dal calcio giocato. Dichiarò di aver preso la decisione definitiva il giorno prima, in occasione di una sfida contro il Sandnes Ulf, quando fu sostituito dall'allora diciassettenne Daniel Berntsen. Il centrocampista confessò d'essersi reso conto di togliere il posto a calciatori promettenti come Berntsen e che questo fosse il momento per farsi da parte.

#### Il calcio dilettantistico
Il 13 marzo 2012 fu reso noto il suo ritorno in campo, seppure a livello dilettantistico: si accordò con lo Junkeren, club di Bodø.

### Nazionale
Berg conta 5 presenze per la Norvegia. Esordì il 15 gennaio 1994, quando sostituì Kjetil Rekdal nella sconfitta in amichevole contro gli Stati Uniti per 2-1, a Phoenix.

## Statistiche

### Presenze e reti nei club
Statistiche aggiornate al 24 aprile 2012.
| Stagione          | Club              | Campionato        | Campionato | Campionato | Coppe nazionali | Coppe nazionali | Coppe nazionali | Coppe continentali | Coppe continentali | Coppe continentali | Supercoppe | Supercoppe | Supercoppe | Totale | Totale |
| Stagione          | Club              | Comp              | Pres       | Reti       | Comp            | Pres            | Reti            | Comp               | Pres               | Reti               | Comp       | Pres       | Reti       | Pres   | Reti   |
| ----------------- | ----------------- | ----------------- | ---------- | ---------- | --------------- | --------------- | --------------- | ------------------ | ------------------ | ------------------ | ---------- | ---------- | ---------- | ------ | ------ |
| 1986              | Bodø/Glimt        | 3D                | ?          | ?          | CN              | ?               | ?               | -                  | -                  | -                  | -          | -          | -          | ?      | ?      |
| 1987              | Bodø/Glimt        | 2D                | 0          | 0          | CN              | 0               | 0               | -                  | -                  | -                  | -          | -          | -          | 0      | 0      |
| 1988              | Bodø/Glimt        | 2D                | ?          | 3          | CN              | ?               | ?               | -                  | -                  | -                  | -          | -          | -          | ?      | ?      |
| 1989              | Bodø/Glimt        | 2D                | ?          | 3          | CN              | ?               | ?               | -                  | -                  | -                  | -          | -          | -          | ?      | ?      |
| 1990              | Rosenborg         | 1D                | 10         | 0          | CN              | ?               | ?               | CU                 | ?                  | ?                  | -          | -          | -          | ?      | ?      |
| 1991              | Tromsø            | ES                | 18         | 2          | CN              | ?               | ?               | CU                 | 1                  | 0                  | -          | -          | -          | ?      | ?      |
| 1992              | Bodø/Glimt        | 1D                | 20         | 6          | CN              | ?               | ?               | -                  | -                  | -                  | -          | -          | -          | ?      | ?      |
| 1993              | Bodø/Glimt        | ES                | 22         | 11         | CN              | ?               | ?               | -                  | -                  | -                  | -          | -          | -          | ?      | ?      |
| 1994              | Bodø/Glimt        | ES                | 21         | 5          | CN              | ?               | ?               | CC                 | 2                  | 0                  | -          | -          | -          | ?      | ?      |
| 1995              | Bodø/Glimt        | ES                | 24         | 2          | CN              | ?               | ?               | -                  | -                  | -                  | -          | -          | -          | ?      | ?      |
| 1996              | Bodø/Glimt        | ES                | 24         | 5          | CN              | ?               | ?               | CU                 | 2                  | 1                  | -          | -          | -          | ?      | ?      |
| 1997              | Rosenborg         | ES                | 25         | 6          | CN              | ?               | ?               | UCL                | 6                  | 0                  | -          | -          | -          | ?      | ?      |
| 1998              | Rosenborg         | ES                | 26         | 5          | CN              | ?               | ?               | UCL                | 5                  | 0                  | -          | -          | -          | ?      | ?      |
| gen.-ago. 1999    | Rosenborg         | ES                | 18         | 3          | CN              | ?               | ?               | UCL                | -                  | -                  | -          | -          | -          | ?      | ?      |
| Totale Rosenborg  | Totale Rosenborg  | Totale Rosenborg  | 79         | 13         |                 | ?               | ?               |                    | ?                  | ?                  |            | -          | -          | ?      | ?      |
| 1999-2000         | Venezia           | A                 | 28         | 2          | CI              | ?               | ?               | -                  | -                  | -                  | -          | -          | -          | ?      | ?      |
| 2000-gen. 2001    | Venezia           | B                 | 2          | 0          | CI              | ?               | ?               | -                  | -                  | -                  | -          | -          | -          | ?      | ?      |
| Totale Venezia    | Totale Venezia    | Totale Venezia    | 30         | 2          |                 | ?               | ?               |                    | -                  | -                  |            | -          | -          | ?      | ?      |
| 2001              | Lyn Oslo          | ES                | 23         | 3          | CN              | 2               | 0               | -                  | -                  | -                  | -          | -          | -          | 25     | 3      |
| 2002              | Bodø/Glimt        | ES                | 23         | 5          | CN              | 2               | 1               | -                  | -                  | -                  | -          | -          | -          | 25     | 6      |
| 2003              | Bodø/Glimt        | ES                | 21         | 8          | CN              | 5               | 3               | -                  | -                  | -                  | -          | -          | -          | 26     | 11     |
| 2004              | Bodø/Glimt        | ES                | 20+2       | 4+1        | CN              | 4               | 4               | CU                 | 4                  | 2                  | -          | -          | -          | 30     | 11     |
| 2005              | Bodø/Glimt        | ES                | 22         | 6          | CN              | 4               | 1               | -                  | -                  | -                  | -          | -          | -          | 26     | 7      |
| 2006              | Bodø/Glimt        | 1D                | 22         | 8          | CN              | ?               | ?               | -                  | -                  | -                  | -          | -          | -          | ?      | ?      |
| 2007              | Bodø/Glimt        | 1D                | 29+2       | 4+1        | CN              | ?               | ?               | -                  | -                  | -                  | -          | -          | -          | 26     | 7      |
| 2008              | Bodø/Glimt        | ES                | 25         | 1          | CN              | 2               | 0               | -                  | -                  | -                  | -          | -          | -          | 27     | 1      |
| 2009              | Bodø/Glimt        | ES                | 24         | 0          | CN              | 3               | 0               | -                  | -                  | -                  | -          | -          | -          | 27     | 0      |
| 2010              | Bodø/Glimt        | 1D                | 17         | 5          | CN              | ?               | ?               | -                  | -                  | -                  | -          | -          | -          | ?      | ?      |
| Totale Bodø/Glimt | Totale Bodø/Glimt | Totale Bodø/Glimt | ?          | ?          |                 | ?               | ?               |                    | 8                  | 3                  |            | -          | -          | ?      | ?      |
| 2012              | Junkeren          | 4D                | ?          | ?          | CN              | ?               | ?               | -                  | -                  | -                  | -          | -          | -          | ?      | ?      |
| Totale            | Totale            | Totale            | ?          | ?          |                 | ?               | ?               |                    | ?                  | ?                  |            | -          | -          | ?      | ?      |

### Cronologia presenze e reti in nazionale
| Cronologia completa delle presenze e delle reti in nazionale ― Norvegia | Cronologia completa delle presenze e delle reti in nazionale ― Norvegia | Cronologia completa delle presenze e delle reti in nazionale ― Norvegia | Cronologia completa delle presenze e delle reti in nazionale ― Norvegia | Cronologia completa delle presenze e delle reti in nazionale ― Norvegia | Cronologia completa delle presenze e delle reti in nazionale ― Norvegia | Cronologia completa delle presenze e delle reti in nazionale ― Norvegia | Cronologia completa delle presenze e delle reti in nazionale ― Norvegia |
| Data                                                                    | Città                                                                   | In casa                                                                 | Risultato                                                               | Ospiti                                                                  | Competizione                                                            | Reti                                                                    | Note                                                                    |
| ----------------------------------------------------------------------- | ----------------------------------------------------------------------- | ----------------------------------------------------------------------- | ----------------------------------------------------------------------- | ----------------------------------------------------------------------- | ----------------------------------------------------------------------- | ----------------------------------------------------------------------- | ----------------------------------------------------------------------- |
| 15-1-1994                                                               | Phoenix                                                                 | Stati Uniti                                                             | 2 – 1                                                                   | Norvegia                                                                | Amichevole                                                              | -                                                                       |                                                                         |
| 19-1-1994                                                               | San Diego                                                               | Norvegia                                                                | 2 – 1                                                                   | Costa Rica                                                              | Amichevole                                                              | -                                                                       |                                                                         |
| 6-2-1995                                                                | Larnaca                                                                 | Norvegia                                                                | 7 – 0                                                                   | Estonia                                                                 | Amichevole                                                              | -                                                                       |                                                                         |
| 8-2-1995                                                                | Nicosia                                                                 | Cipro                                                                   | 0 – 2                                                                   | Norvegia                                                                | Amichevole                                                              | -                                                                       |                                                                         |
| 15-11-2003                                                              | Valencia                                                                | Spagna                                                                  | 2 – 1                                                                   | Norvegia                                                                | Qual. Euro 2004                                                         | -                                                                       |                                                                         |
| Totale                                                                  |                                                                         | Presenze                                                                | 5                                                                       |                                                                         | Reti                                                                    | 0                                                                       |                                                                         |

## Palmarès

### Club

#### Competizioni nazionali
- Campionato norvegese: 3

Rosenborg: 1990, 1997, 1998
- Coppa di Norvegia: 2

Rosenborg: 1990
Bodø/Glimt: 1993